# Ланцелин
Ланцелин (Канцелин, Ландольт; нем. Lanzelin, Kanzelin, Landolt; умер в августе 991) — граф Альтенбурга, Мури, Клетгау и Тургау, сын Гунтрама Богатого, основателя дома Габсбургов.

## Биография
Традиционно отцом Ланцелина считается Гунтрам Богатый, однако его родство с Гунтрамом не отражено в современных им исторических источниках. У Гунтрама упоминается сын Канцелин, однако неизвестно, был ли Ланцелин (Ландольт) этим Канцелином (разночтение в имени возникает прежде всего из-за упоминания в разных источниках, написанных на разных языках и их диалектах, немецком, латинском, древнефранкском, так как Швейцария в то время имела в обиходе несколько языков (Верхненемецкая группа — Швабский диалект, Швейцарского диалекта — Южнонемецкие диалекты немецких языков (алеманская группа) и Франкского диалекта - Западногерманских языков) исходя из многих исторических источников и различными метриками, которые это подтверждают и указываются в поколенной росписи рода, разночтения, созданные лишь разными упоминаниями имени, что подтверждается упоминанием сразу два имени в одном — Ланцелина-Ландольта как одного лица (меняется всего лишь первая заглавная буква, с K на L), можно сделать предположение, что это было сделано в виду того, что у его отца, император Оттон I Великий конфисковал (так как не описаны мотивы, то фактор «измены», был лишь возможно предлогом, стремительно наращивающего своё могущество его отца Гунтрама, что подтверждает его официальное прозвище нем. der Reiche что означает богатый) большую часть родовых земель). Точно установлено, что Гунтрам дважды был женат и имел, по крайней мере, одного сына.
Если Гунтрам действительно был отцом Ланцелина, то он являлся предком современных королей Англии, Дании, Бельгии, Нидерландов и князей Лихтенштейна. В честь него назван ярмарочный город Гунтрамсдорф в Нижней Австрии.
Ланцелин происходил из династии Эберхардингеров, ветви знатного франкского рода Этихонидов. Предком этого рода был Этихо, герцог Эльзаса. Отец, дед и другие родственники Ланцелина обладали обширными землями в Эльзасе и Швейцарии, однако в 952 году император Священной Римской империи Оттон I Великий конфисковал за измену у отца Ланцелина графство Брейсгау, Тургау и владения на Нижнем Рейне, а также графство Эльзас, при этом позволив братьям Гунтрама, графу Нордгау Эбехарду IV и графу Эгисхайма Гуго IV, владеть аббатством Люре. Графом Эльзаса стал двоюродный брат Ланцелина Адальберт II.
После смерти Гунтрама в 973 году Ланцелину досталась лишь небольшая территория, в которую входило графство Альтенбург, ставшее центром владений Ланцелина, а также графство Мури. Сам Ланцелин называл себя графом Альтенбурга, вероятно, по названию замка Альтенбург, который находится в современном кантоне Аргау вблизи замка Габсбург, или, возможно, по названию Альтенбурга в Клеттгау, так как Ланцелин носил также титул графа Клетгау и Тургау. Ланцелин расширил свои владения путём захвата земель в кантоне Аргау.
Женой Ланцелина была Лютгарда фон Нелленбург, дочь графа Тургау и, возможно, Нелленбурга Эбехарда III. Старший сын Ланцелина, Вернер I, стал епископом Страсбурга, а другой сын, Ланцелин II, стал фогтом Райхенау. После смерти Ланцелина в августе 991 году все владения наследовал ещё один его сын, Радбот, основатель замка Габсбург, по которому была названа династия Габсбургов.

## Брак и дети
Жена: Лютгарада фон Нелленбург, дочь Эбехарда III, графа Тургау.
- Вернер I (975/980—28 октября 1028, Константинополь) — епископ Страсбурга в 1002—1028 годах
- Радбот (ок. 985—30 июня до 1045) — граф Клеттгау, граф Габсбург
- Рудольф I (980/995—до 29 января 1063/до 1 марта 1064)
- Ланцелин II (ум после 1027) — фогт Райхенау; жена — Берта фон Бюрен (ум. ок. 1000)